# Artur Pawłowski

Czesław Miłosz w obiektywie Artura Pawłowskiego, 1999

Artur Pawłowski (ur. 17 września 1961) – polski fotograf prasowy i fotoreporter. Członek rzeczywisty Okręgu Warszawskiego Związku Polskich Artystów Fotografików.

## Życiorys
Zdobył wiele nagród w konkursach fotograficznych polskich i międzynarodowych (m.in. w Konkursie Polskiej Fotografii Prasowej w latach 1993, 1994, 2001 w kategoriach Ludzie i Życie codzienne). 
Ukończył klasę perkusji II stopnia w Szkole Muzycznej im J. Elsnera w Warszawie. Asystował Josephowi Czarneckiemu podczas realizacji wydanego w 1989 albumu Last Traces: The Lost Art of Auschwitz, w 1996 był także fotoreporterem polskiej drużyny startującej w rajdzie Camel Trophy. Jako fotoreporter pracował m.in. w „Życiu Warszawy”, „Super Expressie”, „Spotkaniach”, a od 1997 w tygodniku „Wprost”. Jego zdjęcia ukazywały się także w takich czasopismach jak „National Geographic Polska”, „Podróże” czy „Polityka”.
Plakaty i prace fotograficzne jego autorstwa reklamowały spektakle Teatru Rampa i Teatru Żydowskiego.  W latach 2006–2010 był członkiem jury w konkursie Grand Press Photo. Miejsce szczególne w jego twórczości zajmuje fotografia portretowa oraz fotografia reportażowa.

## Wystawy indywidualne
- Cygany – Dom Kultury Kadr (Warszawa 1988)
- Polscy Cyganie – Galeria Świat Fotografii (Warszawa 1995)
- Teleport Fotograficzny – Klub Kultury, Dom Kultury Śródmieście (Warszawa 1999)
- Dorożkarnia – Dom Spotkań  z Historią (Warszawa 2010)
- Centrum Kultury Koneser (Warszawa 2010)
- Muzeum Warszawskiej Pragi (Warszawa 2010)
- Mediateka (Warszawa 2011)
- Biblioteka Narodowa (Warszawa 2012)
- Centrum Kultury – Hylkje (Norwegia 2012)
- Park Żoliborski (Warszawskie Targi Książki)
- Stadion Narodowy (Warszawa 2015)
- Warszawskie Towarzystwo Muzyczne (2017)
- Bałkańskie Dna (Pałac Radziejowice 2021)
- Rzeszowski Festiwal Fotografii „Patrz szeroko” (2022)
- Bałkańskie Dna – Żoliborski Dom Kultury (Warszawa 2024)

Źródło

## Wystawy zbiorowe
- Ostatnia Droga – wystawa o ks. Popiełuszce (1987)
- Księga dziesięciolecia – Teatr Wielki (Warszawa 2001)
- Konkurs Polskiej Fotografii Prasowej (Warszawa 1993, 1994, 2001)
- Wystawa zbiorowa – Związek Polskich Artystów Fotografików (Warszawa 1998)
- Sztuka tworzenia Dorożkarnia – Dom Kultury (Włochy 2022)
- Dziennik Jednego Dnia – Plener w rocznicę powstania w Getcie Warszawskim (Stacja Muranów 2023)
- Czarno-Białe – poplenerowa wystawa w Galerii „Korytarz” (Jeleniogórskie Centrum Kultury 2024)

Źródło